# 若望·若瑟·奧梅拉
若望·若瑟·奧梅拉（西班牙語：Juan José Omella，1946年4月21日—）是西班牙籍天主教樞機及巴塞隆拿總教區總主教。

## 生平
奧梅拉於1946年4月21日在西班牙阿拉貢自治區特魯埃爾省的市鎮克雷塔斯出生，1970年9月20日在薩拉戈薩總教區晉鐸。
教宗若望保祿二世於1996年9月22日將他任命為薩拉戈薩總教區輔理主教，領薩薩比領銜教區主教銜。1998年至2004年擔任巴瓦斯特羅-蒙松教區主教。2004年11月4日，出任卡拉奧拉暨拉卡爾薩達-洛格羅尼奧教區主教。
由於類斯·馬丁內斯-席斯塔賀樞機榮休，奧梅拉因此於2015年11月6日調任為巴塞隆拿總教區正權總主教。
2017年5月21日，教宗方濟各在聖伯多祿廣場的主日公開接見後公佈將於同年6月28日擢升若望·若瑟·奧梅拉為樞機。

## 牧徽

若望·若瑟·奧梅拉樞機牧徽